# Phase 2
Michael Lawrence Marrow meglio noto come Phase 2 o Phase II (New York, 2 agosto 1955 – New York, 12 dicembre 2019) è stato un writer statunitense, attivo a New York fin dagli anni settanta. A questo artista è stata accreditata la creazione del cosiddetto Bubble Style, caratterizzato da lettere particolarmente paffute, che ricordano bolle, nonché di varie altre innovazioni formali usate tuttora nel writing, come la "nuvola" di sfondo, le frecce e alcuni elementi del wild style, di cui è stato uno degli sviluppatori principali assieme a Tracy 168. È anche fondatore della crew Omega Zulu Maasai..

## Carriera
Nel periodo in cui comincia a dipingere la maggior parte dei writer sono portoricani di Manhattan, mentre Phase è un afroamericano proveniente dal Bronx, dove frequenta la DeWitt Clinton High School. Dalla parte opposta della strada in cui si trova la scuola era situato un negozio di ciambelle chiamato Coffee Shop, davanti al quale si ritrovavano diversi writers che si davano appuntamento lì prima di scendere a dipingere la metropolitana. È qui che Phase 2 conosce il writing, venendo inserito nel giro da suo cugino, Thomas Lee, conosciuto come Lee 163rd, uno dei pionieri del writing a New York.
Comincia a dipingere con il nome di Phase 2 nel 1971. Il nome ha una provenienza banale, come dichiarerà lo stesso artista più tardi: "L'anno precedente avevamo dato una festa, e volevamo ripeterla quell'anno, e io dissi: "la chiameremo fase 2" (Phase 2 in inglese). Non conosco neanch'io il motivo, ma sono rimasto folgorato da quel nome, ho capito che faceva per me. Da allora ho cominciato a realizzare pezzi con il nome Phase 2".
Verso la fine del 1972 comincia a sviluppare il Bubble Style, uno stile innovativo che è stato considerato un "passo da gigante" per questa forma d'arte. Le lettere leggere e gonfie inventate da Phase 2 sono state ispirazione per altri artisti che le hanno modificate realizzandole con un proprio stile, aggiungendo elementi. Presto comincia lui stesso a modificare e migliorare questo stile, creando dozzine di varianti come le "Phasemagorical Phantastic", ossia lettere decorate con l'aggiunta di stelle o le "Bubble Cloud" e le "Bubble Drip". A Phase 2 è anche accreditata l'idea di usare frecce per decorare le lettere, oggi largamente impiegate. Il giornalista hip hop Jeff Chang ha descritto le tele di Phase 2 realizzate attorno al 1973 come "la definizione di un genere". Chang definisce il lavoro di Phase 2 come "decostruzione della lettera", trasformando i caratteri con "linee dure, corna, punte, immagini egiziane e figure geometriche".
Nel 1974 Phase 2 fonda la United Graffiti Artists, un collettivo di writer professionisti che inizia presto ad attirare l'attenzione dei media. Ha anche collaborato con Richard Goldstein per la realizzazione di un saggio sul graffitismo a New York, che è servito ad ispirare le nuove generazioni di artisti.
Nel 1986 Phase 2 diventa direttore artistico della prima pubblicazione indipendente sullo stylewriting rinominandola da I.G.T International Graffiti Times, a T.I.G.H.T. (The International Get Hipped Times) continuando a lavorare a fianco di Dave Schmiddlapp, originale fondatore della rivista underground, sulle pagine della quale Phase si batte, tra le altre cause, in primis per quella legata al rifiuto della parola Graffiti (the “G” word) usata dai media e dalle masse per definire l’arte dello stylewriting e definendola un termine razzista, dispregiativo e non appartenente al vocabolario degli originali writer. .

## Influenze nel mondo dell'hip hop
A differenza di altri writer attivi a New York, Phase 2 ha avuto un ruolo di prima importanza nella scena hip hop del Bronx nei primi anni ottanta. Attualmente è ancora un riferimento per molti rapper della zona.
Phase 2 ha partecipato al leggendario spettacolo organizzato da Kool Lady Blue durante l'estate del 1982 al Roxy NYC nel Chelsea, quartiere newyorkese appartenente alla circoscrizione di Manhattan. Questo spettacolo ha riunito i migliori dj, mc, breaker e writer provenienti dal Bronx, portando la cultura hip hop all'attenzione della scena New York punk e new wave. Il compito del writer è quello di disegnare la grafica per i volantini e di esibirsi su un palco alla manifestazione. Nel novembre dello stesso anno prende parte al primo tour internazionale che comprende tutte le discipline dell'hip hop, visitando la Francia e il Regno Unito.
Phase 2 è stato uno dei pochi writer ad essere coinvolto nella parte musicale dell'hip hop, inizia infatti come dj, anche se smetterà subito per non dedicarsi più a quell'attività. Nel 1982, in collaborazione con i ragazzi del Roxy, rilascia due singoli in qualità di rapper: il primo è Beach Boy, in collaborazione con Barry Michael Cooper, che più tardi sarebbe stata inserita nel film New Jack City. Il secondo è The Roxy, in collaborazione con Material, il gruppo del bassista Bill Laswell e il dj Grand Mixer DXT.
Ha collaborato, inizialmente con il proprio nome, poi con il nickname di Okinawa Dominicano, su vari dischi di rapper italiani (Neffa & i messaggeri della dopa, Il mondo che non c'è di Chief & Soci, Nextraterrestrial dei Camelz Finnezza Click, L'anello mancante EP di Kaos e Gopher, La grande truffa del rap e Quinto potere di Gente Guasta).
Oltre a dj e rapper Phase 2 è stato anche B-boy, e ha dichiarato di aver inventato l'uprock, nonostante sia noto che lo stile è probabilmente nato nel Brooklyn, e non nel Bronx. L'artista ha così praticato attivamente tutte e quattro le tradizionali discipline della cultura hip hop.
Nonostante non abbia mai preso parte attivamente alla produzione, pare che il writer abbia influenzato il film Wild Style. Nei commenti del regista inserti sul DVD, infatti, Charlie Ahearn spiega che nell'ideazione del personaggio chiamato "Phade" si è ispirato a Phase 2 perché l'artista, proprio come il personaggio, è stato un writer che ha enormemente contribuito a far evolvere la scena hip hop. Il personaggio è stato recitato dal writer Fab Five Freddy, che insieme a Ahearn è stato quello che ha creato il film. Phase 2 ha lavorato ufficialmente per un altro film, Beat Street del 1984, come consulente sui graffiti, infatti il suo nome viene citato dai protagonisti durante lo svolgimento del film.

## Vita privata
Marrow è morto il 12 dicembre 2019, all'età di 64 anni a New York City, dopo aver sofferto di sclerosi laterale amiotrofica.